# Alfonso Emilio Sánchez
Alfondo Emilio Sánchez Castillo, noto semplicemente come Emilio Sánchez (Aguascalientes, 16 giugno 1994), è un calciatore messicano, centrocampista del Dorados.

## Caratteristiche tecniche
È un centrocampista offensivo.

## Carriera
Cresciuto nel settore giovanile dell'América, ha esordito in prima squadra il 20 agosto 2014 disputando l'incontro di CONCACAF Champions League vinto 6-1 contro il Bayamón.